# Piña Colada
La Piña Colada (lett. "ananas colato") è un cocktail molto dolce a base di rum chiaro, latte di cocco e succo d'ananas (o ananas a pezzetti), originario di Porto Rico. Fa parte della lista dei cocktail ufficiali riconosciuti dall'IBA dal 1986.

## Storia
Esistono diverse versioni circa l'origine di questa bevanda. Alcune testimonianze parlano di "bevande a base di ananas e rum", ma senza il latte di cocco, già dagli anni venti, tuttavia si registra l'esistenza anche di una versione contenente vodka.
Un riferimento iniziale a una bevanda chiamata Piña Colada composta da rum, noce di cocco e ananas, si trova nell'edizione del 16 aprile 1950 del New York Times:
(The New York Times, 16 aprile 1950)
Un'altra versione riconosce la Piña Colada come bevanda tipica di Porto Rico, paese dove si dice sia stato creato per la prima volta nel 1963 da Don Ramón Portas Mingot, che tentando di ideare un cocktail originale a base di frutta, preparò il primo Piña Colada. Nella Vecchia San Juan c'è una targhetta commemorativa in marmo per ricordare questo evento.
È probabile quindi che in buona parte dei Caraibi, già dagli anni cinquanta, si fosse a conoscenza di questo tipo di bevanda, chiamata semplicemente "ananas colata", ma fu nel 1963 che essa venne ufficializzata col nome di Piña Colada e assunta come bevanda nazionale portoricana. La Piña Colada ha molti punti in comune con un altro cocktail: lo Swimming Pool, che in alcune varianti si avvicina quasi del tutto alla bevanda portoricana.

## Cocktail simili
- La versione analcolica della Piña Colada è chiamata Virgin Piña Colada (o anche semplicemente Virgin Colada o Piñita Colada).
- Il Chi Chi è identico alla Piña Colada salvo per il rum che viene sostituito con la vodka.

## Ingredienti
- 6 cl di Rum bianco;
- 9 cl di succo di ananas;
- 3 cl di latte di cocco.
- ghiaccio a cubetti.